# Hydriomena tricolorata
Hydriomena tricolorata là một loài bướm đêm trong họ Geometridae.